# 윤정춘
윤정춘(1973년 2월 18일 ~ 2014년 9월 1일)은 대한민국의 전 축구 선수이자 전 지도자로 선수 시절 제주 SK, 대전 하나 시티즌, 경주시민축구단 등에서 미드필더로 활약했으며 특히 제주 SK 시절 당시 상징적인 선수로 불렸으나 2014년 9월 1일 심장마비로 사망하였다.

## 축구인 경력

### 선수 경력
1992년 유공 코끼리 (현 제주 유나이티드)에 입단하였다. 하지만 1994년까지 많은 기회를 얻지 못하자 동국대학교 진학을 고려하기도 하였으나 니폼니시 감독에 의해 기회를 부여받기 시작한 후 주전으로 도약하였다. 윤정환, 김기동과 몇 년 후 합류한 이을용 등과 호흡을 맞추며 당시 K리그 최고의 미드필더진을 구축하였고 2000 시즌 리그 준우승을 이끌었다. 2004 시즌 후 리빌딩을 추진하는 정해성 감독에 의해 팀을 떠났고 대전 시티즌으로 이적하였으나 많은 경기를 소화하지 못하고 은퇴하였다.
2010년 챌린저스리그 팀인 경주 시민축구단의 선수 겸 코치로 등록하여 현역으로 복귀하여 활약하기 시작하였으며 당시 챌린저스리그 소속이었던 부천 FC 1995와의 경기에서 득점을 기록하기도 하였다.

### 지도자 경력
재현고등학교 축구부 코치를 거쳐 경주 시민축구단의 코치로 부임하였다. 2013년부터 부천 FC 1995의 수석코치를 맡았으며 곽경근 감독이 경질되자 잠시 감독 대행을 맡았었다.